# Котовий
Котовий — річка в Україні, у межах Іллінецького району Вінницької області. Права притока Лисої Липи (притока Собу, басейн Південного Бугу). 
Тече через село Купчинці. Впадає у Лису Липу за 6 км від гирла. Довжина — 10 км, площа — 46 км².